# Margherita di Savoia (viceregina del Portogallo)
Margherita di Savoia (Torino, 28 aprile 1589 – Miranda de Ebro, 25 giugno 1655) era figlia del duca Carlo Emanuele I di Savoia e di Caterina Michela d'Asburgo. Suoi nonni materni erano il re Filippo II di Spagna ed Elisabetta di Valois, figlia di Enrico II di Francia e Caterina de' Medici.

## Biografia
Nacque a Torino, durante il regno di suo nonno materno, Filippo II di Spagna. Era la quintogenita di Carlo Emanuele I (1562-1630), duca di Savoia, e della moglie, l'Infanta Caterina Michela di Spagna (1567-1597). Nel 1597 rimase orfana di madre, morta di parto.

### Matrimonio
Il 19 febbraio 1608 sposò a Torino Francesco Gonzaga, che divenne duca di Mantova nel 1612.
Margherita rimase vedova nel 1612 dopo solo quattro anni di matrimonio. Sia il marito, sia l'unico figlio maschio Ludovico rimasero vittime del vaiolo, e a succedere a Francesco fu suo fratello minore Ferdinando Gonzaga. Mentre il padre Carlo Emanuele I pretendeva che erede del Monferrato fosse sua nipote Maria, l'unica figlia dei duchi di Mantova a raggiungere l'età adulta, Ferdinando pensò anche di sposare sua cognata Margherita, ma gli eventi precipitarono e il 22 aprile 1613 scoppiò la prima guerra del Monferrato, conclusasi quattro anni dopo con la pace di Madrid e la rinuncia dei Savoia al Monferrato.
La figlia Maria fu mandata dallo zio nel monastero di Sant'Orsola a Mantova e nel 1627 fu data in sposa a Carlo di Gonzaga-Nevers, erede di Carlo I di Gonzaga-Nevers, nuovo Duca di Mantova e Monferrato.

### Viceregina del Portogallo
Dopo la morte, nel 1633, della zia materna, l'Arciduchessa Isabella Clara Eugenia Governatrice dei Paesi Bassi, il fratello Vittorio Amedeo divenne l'erede dei diritti della loro nonna materna Elisabetta di Valois, figlia maggiore ed erede di Enrico II di Francia e Caterina de Medici.
Margherita e i suoi fratelli avevano legami ancestrali verso il Portogallo: erano figlie del re Manuele I due delle loro bisnonne, vale a dire l'imperatrice Isabella (madre del nonno Filippo II) e la Duchessa Beatrice, madre invece del Duca di Savoia Emanuele Filiberto Testa di Ferro. Margherita venne quindi nominata dal cugino Filippo IV di Spagna (che in Portogallo regnava con il nome di Filippo III) viceregina del Portogallo nel 1635. Risiedette a Lisbona ricoprendo l'incarico per cinque anni finché il golpe dei Quaranta congiurati del primo dicembre 1640 (primo atto della guerra di restaurazione portoghese) non dichiarò decaduta dal trono portoghese la dinastia asburgica, proclamando Giovanni IV del Portogallo quale nuovo sovrano. Margherita venne arrestata e tenuta prigioniera fino al giugno del 1641 nel palazzo della Ribeira, facendo ritorno in Spagna nel 1642.
Morì a Miranda de Ebro nel 1655.

## Discendenza
Margherita e Francesco ebbero tre figli:
- Maria (1609-1660), sposa di Carlo di Gonzaga-Nevers;
- Ludovico (1611-1612);
- Maria Margherita (1612).

## Ascendenza
|                                |                   |                        | Genitori                        |  |  | Nonni |  |  | Bisnonni            |  |  | Trisnonni            |  |
|                                |                   |                        |                                 |  |  |       |  |  | Carlo III di Savoia |  |  | Filippo II di Savoia |  |
|                                |                   |                        |                                 |  |  |       |  |  | Carlo III di Savoia |  |  | Filippo II di Savoia |  |
|                                |                   | Claudina di Bretagna   |                                 |  |  |       |  |  | Carlo III di Savoia |  |  |                      |  |
| Emanuele Filiberto I di Savoia |                   |                        |                                 |  |  |       |  |  | Carlo III di Savoia |  |  |                      |  |
|                                |                   | Beatrice di Portogallo | Manuele I del Portogallo        |  |  |       |  |  |                     |  |  |                      |  |
|                                |                   | Beatrice di Portogallo | Manuele I del Portogallo        |  |  |       |  |  |                     |  |  |                      |  |
|                                |                   | Beatrice di Portogallo | Maria d'Aragona e Castiglia     |  |  |       |  |  |                     |  |  |                      |  |
| Carlo Emanuele I di Savoia     |                   | Beatrice di Portogallo |                                 |  |  |       |  |  |                     |  |  |                      |  |
|                                |                   | Francesco I di Francia | Carlo di Valois-Angoulême       |  |  |       |  |  |                     |  |  |                      |  |
|                                |                   | Francesco I di Francia | Carlo di Valois-Angoulême       |  |  |       |  |  |                     |  |  |                      |  |
|                                |                   | Francesco I di Francia | Luisa di Savoia                 |  |  |       |  |  |                     |  |  |                      |  |
| Margherita di Francia          |                   | Francesco I di Francia |                                 |  |  |       |  |  |                     |  |  |                      |  |
|                                |                   | Claudia di Francia     | Luigi XII di Francia            |  |  |       |  |  |                     |  |  |                      |  |
|                                |                   | Claudia di Francia     | Luigi XII di Francia            |  |  |       |  |  |                     |  |  |                      |  |
|                                |                   | Claudia di Francia     | Anna di Bretagna                |  |  |       |  |  |                     |  |  |                      |  |
| Margherita di Savoia           |                   | Claudia di Francia     |                                 |  |  |       |  |  |                     |  |  |                      |  |
|                                | Carlo V d'Asburgo | Filippo d'Asburgo      |                                 |  |  |       |  |  |                     |  |  |                      |  |
|                                | Carlo V d'Asburgo | Filippo d'Asburgo      |                                 |  |  |       |  |  |                     |  |  |                      |  |
|                                | Carlo V d'Asburgo | Giovanna di Castiglia  |                                 |  |  |       |  |  |                     |  |  |                      |  |
| Filippo II di Spagna           | Carlo V d'Asburgo |                        |                                 |  |  |       |  |  |                     |  |  |                      |  |
|                                |                   | Isabella di Portogallo | Manuele I del Portogallo        |  |  |       |  |  |                     |  |  |                      |  |
|                                |                   | Isabella di Portogallo | Manuele I del Portogallo        |  |  |       |  |  |                     |  |  |                      |  |
|                                |                   | Isabella di Portogallo | Maria d'Aragona e Castiglia     |  |  |       |  |  |                     |  |  |                      |  |
| Caterina Michela d'Asburgo     |                   | Isabella di Portogallo |                                 |  |  |       |  |  |                     |  |  |                      |  |
|                                |                   | Enrico II di Francia   | Francesco I di Francia          |  |  |       |  |  |                     |  |  |                      |  |
|                                |                   | Enrico II di Francia   | Francesco I di Francia          |  |  |       |  |  |                     |  |  |                      |  |
|                                |                   | Enrico II di Francia   | Claudia di Francia              |  |  |       |  |  |                     |  |  |                      |  |
| Elisabetta di Valois           |                   | Enrico II di Francia   |                                 |  |  |       |  |  |                     |  |  |                      |  |
|                                |                   | Caterina de' Medici    | Lorenzo II de' Medici           |  |  |       |  |  |                     |  |  |                      |  |
|                                |                   | Caterina de' Medici    | Lorenzo II de' Medici           |  |  |       |  |  |                     |  |  |                      |  |
|                                |                   | Caterina de' Medici    | Madeleine de la Tour d'Auvergne |  |  |       |  |  |                     |  |  |                      |  |
|                                |                   | Caterina de' Medici    |                                 |  |  |       |  |  |                     |  |  |                      |  |